# Ectobius pusillus
Ectobius pusillus är en kackerlacksart som beskrevs av Bei-Bienko 1967. Ectobius pusillus ingår i släktet Ectobius och familjen småkackerlackor.
Artens utbredningsområde är Afghanistan. Inga underarter finns listade i Catalogue of Life.